# Erin O'Toole
Erin O'Toole (Montreal, 22 de enero de 1973) es un político canadiense que desempeñó como líder de la oposición oficial de Canadá y líder del Partido Conservador de Canadá desde el 24 de agosto de 2020, hasta el 2 de febrero de 2022.
O'Toole nació en Montreal y creció en Port Perry y Bowmanville. O'Toole se unió a las Fuerzas Canadienses en 1991 y estudió en el Royal Military College (RMC) hasta 1995. Fue comisionado en Air Command sirviendo como navegante aéreo, alcanzando finalmente el rango de capitán. Después de su servicio activo, recibió un título en derecho, ejerciendo la abogacía durante casi una década hasta que fue elegido miembro del Parlamento (MP) por Durham en las elecciones parciales de 2012. En 2015, O'Toole se desempeñó brevemente como ministro de asuntos de veteranos en el gobierno de Harper. En 2017, se postuló para el liderazgo del partido, terminando tercero frente al ganador Andrew Scheer.
Después de que Scheer renunció como líder a fines de 2019, O'Toole realizó una exitosa campaña de liderazgo, derrotando al exministro del gabinete Peter MacKay en las elecciones de liderazgo de 2020. Desde que asumió el liderazgo, O'Toole ha comercializado su partido entre los canadienses de clase trabajadora. O'Toole ha sido descrito como un miembro moderado de su partido. En cuestiones de política nacional, O'Toole apoya la eliminación gradual del déficit federal, la desfinanciación de las operaciones de televisión y digital en inglés de la Canadian Broadcasting Corporation (CBC), la simplificación de los impuestos federales, la posibilidad de que las provincias no tengan un impuesto al carbono y la construcción de gasoductos. En temas de política exterior, O'Toole apoya un acuerdo CANZUK y se pone "duro con China", considerando que su gobierno es un "mal actor" en el escenario internacional. El historial de votaciones de O'Toole sobre cuestiones sociales se ha caracterizado como socialmente progresista, aunque votó en contra de la legalización de la eutanasia.

## Biografía
O'Toole nació en Montreal, Quebec, hijo de Mollie (Hall) y John O'Toole, quien se desempeñó como miembro del Parlamento Provincial (MPP) de Durham en la Asamblea Legislativa de Ontario entre 1995 y 2014. Su padre es de ascendencia irlandesa y su madre nació en Londres, Inglaterra, y llegó a Canadá después de la Segunda Guerra Mundial. Después de la muerte de su madre cuando él tenía nueve años, su familia se mudó a Port Perry, Ontario, donde asistió a la escuela primaria. O'Toole y su familia se mudaron más tarde a Bowmanville, Ontario, donde se graduó de Bowmanville High School.
En 1991, O'Toole se unió al ejército y se inscribió en el Royal Military College of Canada en Kingston, Ontario. Se graduó con una licenciatura en historia y ciencias políticas en 1995. Después de su graduación, O'Toole fue comisionado como oficial en el Comando Aéreo de las Fuerzas Canadienses. Su primer puesto en Air Command ocurrió en Trenton, Ontario, donde estuvo involucrado en operaciones de búsqueda y rescate. O'Toole también pasó un tiempo en 17 Wing en Winnipeg, Manitoba, donde completó su formación como navegante aéreo.
En 1997, O'Toole fue destinado a 12 Wing en Shearwater, Nueva Escocia. Mientras se desempeñaba en este puesto, O'Toole voló como navegador táctico en un helicóptero CH-124 (Sea King) con el Escuadrón 423, realizó vigilancia marítima y realizó operaciones de búsqueda y rescate y apoyo naval. Mientras servía en el ala 12, O'Toole fue ascendido al rango de capitán. Recibió la condecoración de las fuerzas canadienses por 12 años de servicio en Canadá, y fue galardonado con el premio de rescate en helicóptero Sikorsky por haber rescatado a un pescador herido en el mar. En 2000, O'Toole completó su servicio activo en el ejército. Se trasladó a las reservas, trabajando como oficial de entrenamiento ejecutando simuladores de vuelo, mientras estudiaba derecho.

## Trayectoria
En mayo de 2012, O'Toole anunció sus planes de postularse como candidato conservador en las elecciones parciales de Durham, tras la renuncia de Bev Oda, ganando el escaño el 26 de noviembre de 2012. Después de pasar unos meses como diputado en la Cámara de los Comunes, el primer ministro Stephen Harper nombró a O'Toole secretario parlamentario del ministro de comercio internacional, Ed Fast, en septiembre de 2013.
En 2014, O'Toole se asoció con el entonces senador Roméo Dallaire para organizar el primer desayuno en memoria de Samuel Sharpe, en honor al ex soldado y parlamentario Samuel Simpson Sharpe. Sharpe se suicidó en 1918 luego de su regreso a casa de la Primera Guerra Mundial. O'Toole y Dallaire comenzaron el desayuno conmemorativo para traer los problemas de salud mental de los veteranos a un primer plano y mejorar el acceso al tratamiento y los recursos para los soldados que sufren lesiones por estrés operacional. En mayo de 2018, O'Toole presentó una moción para instalar una placa conmemorativa de Sharpe en Parliament Hill, que fue aprobada por unanimidad.
Se convierte en el líder del Partido Conservador en agosto de 2020. Sigue los pasos ideológicos de sus predecesores, prometiendo reducir los impuestos a las empresas, liberalizar el comercio de armas, abolir el impuesto sobre el carbono y tomar medidas contra China restringiendo las inversiones chinas en Canadá. Está especialmente comprometido con la industria petrolera. Fue muy crítico con el gobierno de Justin Trudeau y dijo en su discurso de liderazgo: "Debemos seguir poniendo de manifiesto la corrupción y los fallos de los liberales.'
El 2 de febrero de 2022, en el contexto del Convoy de la Libertad de Canadá, fue sometido a un voto de revisión de liderazgo en su propio partido. Perdió con 45 votos a su favor y 73 en contra, con lo cual fue apartado del cargo de líder de los conservadores y líder de la oposición.